# 中国2010年上海世界博览会奥地利馆
31°11′05″N 121°28′24″E / 31.1847285°N 121.4732713°E
中国2010年上海世界博览会奥地利馆是2010年上海世博会上代表奥地利的展馆，位于世博园区C片区，其主题为“奥地利——畅享和谐”。
中国瓷是奥地利馆的最大特色，展馆的外部与内部装饰中都大量采用了瓷元素，以示中世纪从中国出口到欧洲的瓷器回到了它的故乡。红、白两色作为展馆的主色调，不仅表现了奥地利国旗中的色彩，也将中国传统的红色融入其中。
奥地利馆还会以三个人物的形象作为其展示内容的重点，分别是代表奥地利音乐的莫扎特、曾参加过1873年维也纳世博会的奥地利皇后茜茜公主和曾在奥地利维也纳足球俱乐部效力的中国足球运动员孙祥。